# 段希文
段希文（1911年—1980年），生於中國雲南宜良縣大渡口村，擁有中華民國與泰國雙重國籍，中華民國陸軍少將，曾任中華民國國軍39師師長。在國共內戰後，至緬甸與泰北統率泰北孤軍。因協助泰國平定游擊隊，獲得泰國公民資格。

## 生平
1929年，畢業於雲南陸軍講武堂第19期步兵科。先後在滇軍4團、5團任職，由準尉見習官升任少校副區隊長。

### 抗日戰爭
中日戰爭期間，任國軍第39師師長兼武漢衛戍區司令，防守武漢一帶。
1937年，盧溝橋事變，抗日戰爭爆發，雲南繼第60軍後又編成第二批抗日部隊（第五十八軍）。段希文被編在該軍新11師1旅1團，擔任三營少校營長。
1938年，8月初從雲南開赴抗日前線。
1942年春，段希文升任31團中校副團長。
1943年，10餘萬敵軍進犯湘西，守軍57師余程萬部守城半月，傷亡慘重，最後僅率領200餘人突圍，常德失守。第五十八軍奉命馳援。12月10日，第五十八軍在野砲營的掩護下，新10師及段希文所在的新11師共同作戰，經過激烈巷戰，終擊潰來犯之敵，常德得以全部收復。在此次戰役中，段希文率部奮勇殺敵，不幸被敵彈擊中身負重傷，後住院兩月痊癒。
1944年长衡会战，段希文所在的第五十八軍完成前方掩護任務後，轉向敵後方開展游擊戰，攻占朱亭火車站，並協助友軍火力封鎖湘江，擊沉敵運輸船數艘，完全截斷敵人的水上運輸。9月以後，段希文團奉命隨軍南下，在攸縣、茶陵、資興、郴州一帶與敵展開激戰。
1945年1月，段希文率團隨第五十八軍東進江西贛江西岸地區，激烈交戰後，收復了永新、遂川，使遂川國際機場的運輸得以恢復。
1945年6月以後，日本在太平洋地區的戰事已完全失敗。段希文率團和兄弟部隊一道，在贛江以西的地區接連收復大片失地，到8月15日日軍投降前，南昌三江口以南的失地已全部收復。8月16日，日本宣布無條件投降，八年抗戰終於結束。抗戰勝利後，奉命代表政府在九江受降。

### 國共內戰
1948年，任新编第12師師長。
1949年，任265師師長兼武漢衛戍區司令。雲南兩廣等地投降中華人民共和國。1950年，段希文經廣西、廣州抵達香港，在太平山下租了一戶民居棲身。

### 加入泰緬孤軍
1951年，李彌將軍奉命編組雲南人民反共救國軍。經李彌將軍邀請，是年7月，段希文至泰國曼谷，加入雲南反共救國軍，擔任雲南救國軍第4軍政區司令。韓戰爆發，美國提供武器給在台灣的中華民國政府。經各種管道，泰緬游擊隊獲得武器補給，聲威大振，其部隊控制緬甸北部地區。
1952年，任幹訓團第4期大隊長。
1953年，韓戰結束。緬甸與寮國在蘇聯支持下，分別在聯合國大會中抗議中華民國政府入侵領土，美國向台灣施壓，要求蔣介石下令撤軍。聯合國與泰國政府達成協議，提供難民營給泰北孤軍。因為缺少後援，段希文率領第５軍3,000餘名官軍，由緬甸金三角，撤退至泰國北部清萊府美斯樂地區，成為泰北孤軍。蔣介石下令泰北國軍撤回台灣，但雲南省黨部書記長李先庚暗中轉達蔣中正總統密令，要求段希文與其部屬留在泰北。段希文部隊以抗命不撤名義，滯留在泰國北部，改組為東南亞自由人民反共聯軍，部隊推舉段希文為總指揮。李彌回到台灣之後，因中風，在台北療養。
1954年，中華民國國防部將段希文等殘部改編為雲南人民反共志願軍，前滇緬邊區游擊隊副總指揮柳元麟奉派至泰北地區，擔任總指揮，段希文任副總指揮兼第五軍軍長並兼任幹訓團教育長。
1956年，任西區指揮官。
1960年，江拉之戰失利，雲南人民反共志願軍撤出緬甸。1961年3月6日，受到聯合國的壓力，蔣介石再度下令，要求柳元麟率部隊撤回台灣，段希文及其部屬受命至猛撒機場時，但再度接到蔣中正密令，要求他留下，伺機反攻大陸。這樣國軍殘部1、2、4軍撤往台灣，段希文和他的第5軍又留了下來。實際上，他的第5軍也只有3,000多人。之後與第3軍組成指揮部，自任指揮官兼第5軍軍長。
段希文率第5軍進入泰北邊境的密梭羅，到了一個20餘戶僳僳族人居住的小村子，見此地險峻、偏僻閉塞，距離泰緬及泰老邊境又很近，段希文決定在此設置軍部，更名為美斯樂。

### 加入泰國軍隊
1968年，泰國最高統帥發出最後通牒，要求段希文部隊解除武裝。1970年，泰國最高統帥部2次頒布繳械令。此時帕當山的一支反派游擊隊反政府武裝誘俘了清萊府省長，攻占了清孔縣，逼迫縣長造反。而攻打叭當的泰國軍隊也遭受重創，損失慘重。
段希文與泰國政府合作，泰國的江薩將軍作出了授予合法居住權等諸多承諾。泰王任命段希文為泰北人民武裝自衛隊總指揮，負責訓練泰國軍隊。段希文和李文煥抽調了精銳兵力，在段希文親自指揮下，一舉攻下帕當山並消滅了反政府武裝。但孤軍也遭受了陣亡70餘人，輕重傷300餘人的重大損失。
戰爭結束後，泰王蒲美蓬在皇宮召見他並親自頒發給段希文一枚勳章，陣亡將士家屬和負傷的將士也頒發了泰國公民證，其他人發給居住證。隨後泰國政府批准孤軍改編，稱為“泰北山區民眾自衛隊”，段希文將軍任總指揮官，李文煥將軍任副指揮官。自衛隊編制為1,500人，泰國政府按此發放給彈藥和軍糧。改編為自衛隊後，段希文分出部分部隊和眷屬，建立生產基地，種穀子、大豆、玉米。
此後，段希文出資在美斯樂創辦了興華中學，對當地學生和邊遠貧困學生免收學費。並每年保送40名優秀學生到外地上大學。
1980年，6月18日凌晨1時30分，段希文因心臟病猝發，於曼谷辭世，享年69歲。7月24日，葬禮舉行。按其遺願，他被安葬在距美思樂一公里的他那翁山之巔。前蒙泰軍（MTA）總指揮昆沙出資贊助建立其陵墓，他的墓碑上第一個感謝資助人名單名字就是昆沙的漢名「張奇夫」。

## 家庭
段希文之父為段克昌。
段希文德配李惠芳，係宜良縣城北村人，賢淑仁慈，1945年段希文因軍務離家後，其孤身一人撫養子女成人，歷盡艱辛。 28年後（1973年）李氏在香港和段希文見面，希文泣稱其是“偉大的母親”。李氏於1992年病故於雲南昆明。長子段浩川。
而段希文原南京所娶李麗員、在泰國所娶刀世慧均已離異。段希文一生共育有6子6女，子女均各有所成。

## 外部連結
- 曾化儀 有個傳奇公公段希文 （页面存档备份，存于）